# Курако, Михаил Константинович
Михаи́л Константи́нович Кура́ко (11 [23] сентября 1872, Чериковский уезд, Могилёвская губерния — 8 февраля 1920, Кузнецк-Сибирский, Томская губерния) — российский металлург, основатель школы российских доменщиков.

## Биография
Родился 11 (23) сентября 1872  года и провёл детские годы в фольварке Козелье Чериковского уезда Могилёвской губернии — родовом поместье своего деда по матери, отставного генерал-майора Арцимовича, который и занимался его воспитанием. Мать Михаила, Анна, была единственным ребёнком генерала, а отец — Константин Курако — был отставным полковником, ветераном Севастопольской кампании. После смерти деда, по его завещанию, Михаила отдали на обучение в Полоцкий кадетский корпус.

### На металлургических заводах юга
Трудовую деятельность Михаил начал в 1890 году в доменном цехе Александровского железоделательного и железопрокатного завода Брянского акционерного общества (ныне — Днепровский металлургический завод). Был каталем — возил вагонетки с рудой весом около 1000 килограммов. Затем работал пробоносом — брал пробы жидкого шлака и чугуна у доменных печей для передачи на анализ. Приобретя опыт, стал подручным горнового.
В 1892 году Михаил Константинович перешёл на Гданцевский завод в качестве горнового. В 1896 году работал уже сменным мастером на нём, а в 1898 году перешёл на Мариупольский завод. В 1900 году Курако работал обер-мастером, сменив американца Джулиана Кеннеди. Самостоятельно изучил физику, химию, английский язык (французский знал ранее).

В 1900 году мне пришлось поехать по делам на Мариупольский завод, — тот самый, который выстроил у нас известный американский конструктор доменных печей Кеннеди. Там совершенно неожиданно я опять встретил Курако. Не успели мы поздороваться, как он повлек меня к доменной печи: «Посмотрите, какое замечательное здесь фурменное устройство». Там были фурмы американского типа, очень легкие, простые и удобные. Перед этим я находился пятнадцать месяцев в заграничной командировке, осматривал металлургические заводы в разных странах Европы. Устройств такого типа я не встречал. Мне они понравились, и я высказал это Курако. Он пришел в восторг, чуть ли не бросился меня обнимать, — так приятно ему было, что я оценил американские устройства. За протекшие с нашей первой встречи четыре года Курако необычайно вырос в теоретическом отношении. Я удивился, как в такой короткий срок он мог ознакомиться с литературой, в большинстве иностранной, изучить английский язык (французский он знал раньше), усвоить новейшие американские доменные методы. Он показал мне наброски своих чертежей — то, что он самостоятельно проектировал для будущего.— воспоминания профессора Рубина.

### В Донбассе
В 1903 г. Курако, благодаря незаурядным способностям, стал начальником доменного цеха Краматорского металлургического завода, хотя и не имел специального образования. 
Он был одним из первых русских начальников цеха на заводах юга России, наводнённых иностранными специалистами. С этого же времени он начал конструировать доменные печи. Вскоре появляются «куракинские» фурмы, фурменный прибор, желоба, холодильники и другие конструкции, прочно вошедшие во все доменные цехи юга России. По его чертежам была построена доменная печь с наклонным скиповым подъёмником; это был первый русский подъёмник. 
Одновременно и независимо от американского инженера Макки Курако работал над созданием такого колошникового прибора, который бы устранял неправильное распределение сырых материалов при загрузке доменной печи. Эту задачу он успешно решил и при постройке новой доменной печи установил свой аппарат, давший положительные результаты.

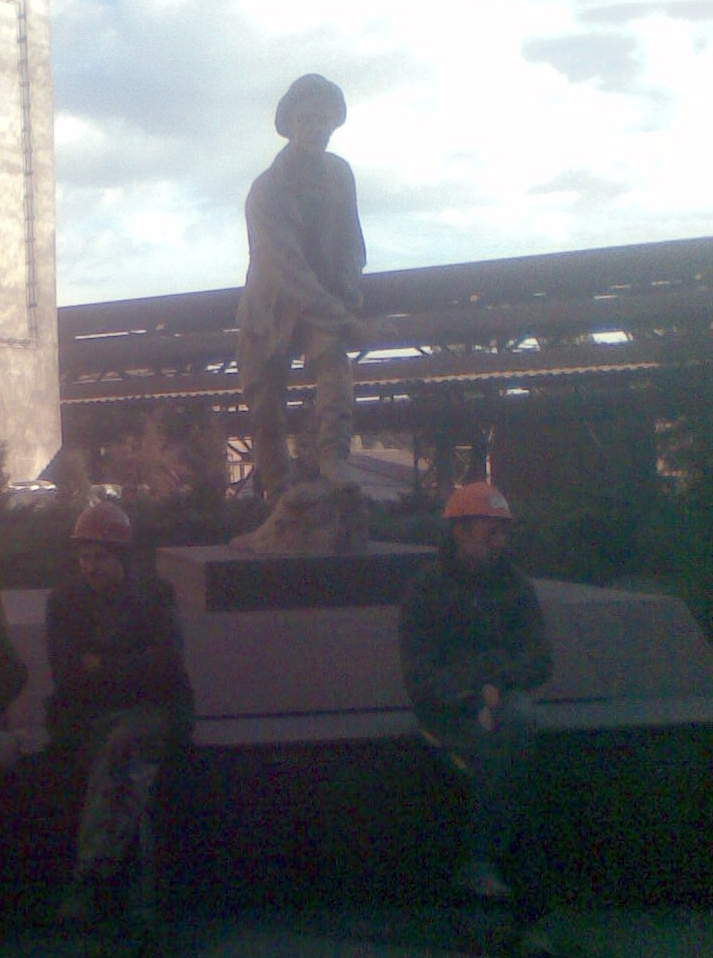
Памятник М. К. Курако у доменного цеха ЕМЗ

В результате работ Курако произошло принципиальное усовершенствование конструкции доменной печи и технологии доменного процесса. Он впервые в России ввёл кладку только из четырёх стандартных  (вместо сотен ранее применявшихся) марок фасонного огнеупорного кирпича, что позволило производить капитальный ремонт печей за 30—35 вместо 50—60 дней. Введённый стандарт четырёх марок шамотного кирпича применяется до сих пор почти без изменений.
За активное участие в революционных событиях 1905 года был сослан в Вологодскую губернию (1906). После ссылки вернулся в Донбасс (1908) на Юзовский металлургический завод, где работал помощником начальника доменного цеха, а затем до 1913 г. — его начальником. На Юзовском заводе создал школу доменщиков — «куракинскую академию», из которой вышли крупные инженеры, профессора и академики (И. П. Бардин, М. В. Луговцев, Г. Е. Казарновский, Н. Г. Кизименко, В. Я. Гребенников и многие другие).
В 1913—1916 годах Курако работал на Енакиевском металлургическом заводе начальником доменного цеха. В 1916—1917 годах вновь работал на Юзовском металлургическом заводе.

### В Сибири
В 1917 году, получив предложение от акционерного общества «Копикуз» («Копи Кузбасса») проектировать и затем строить металлургический завод в Кузнецком бассейне, по замыслу самый крупный в России, М. К. Курако уезжает в Сибирь. Здесь он получил возможность построить первый в России доменный цех с полной механизацией, без каталей, чугунщиков и прочих квалификаций, присущих старым доменным цехам. В Томске руководил проектированием доменного цеха будущего металлургического предприятия. В 1918 г. приступил к составлению книги по конструированию доменных печей, которая была издана в Енакиево уже после его смерти.
В декабре 1919 года был арестован бандитами Рогова. В 1920 некоторое время был председателем уездного Совнархоза.
Во время очередной командировки в Кузнецк, М. К. Курако заболел сыпным тифом. Он умер в Кузнецке 8 февраля 1920 года, похоронен по завещанию на Шушталепской площадке (где изначально хотели возводить металлургический завод) в посёлке Шушталеп Кузнецкого района. В 1947 году был перезахоронен в Новокузнецке на Верхней Колонии в Пантеоне кузнецких металлургов.

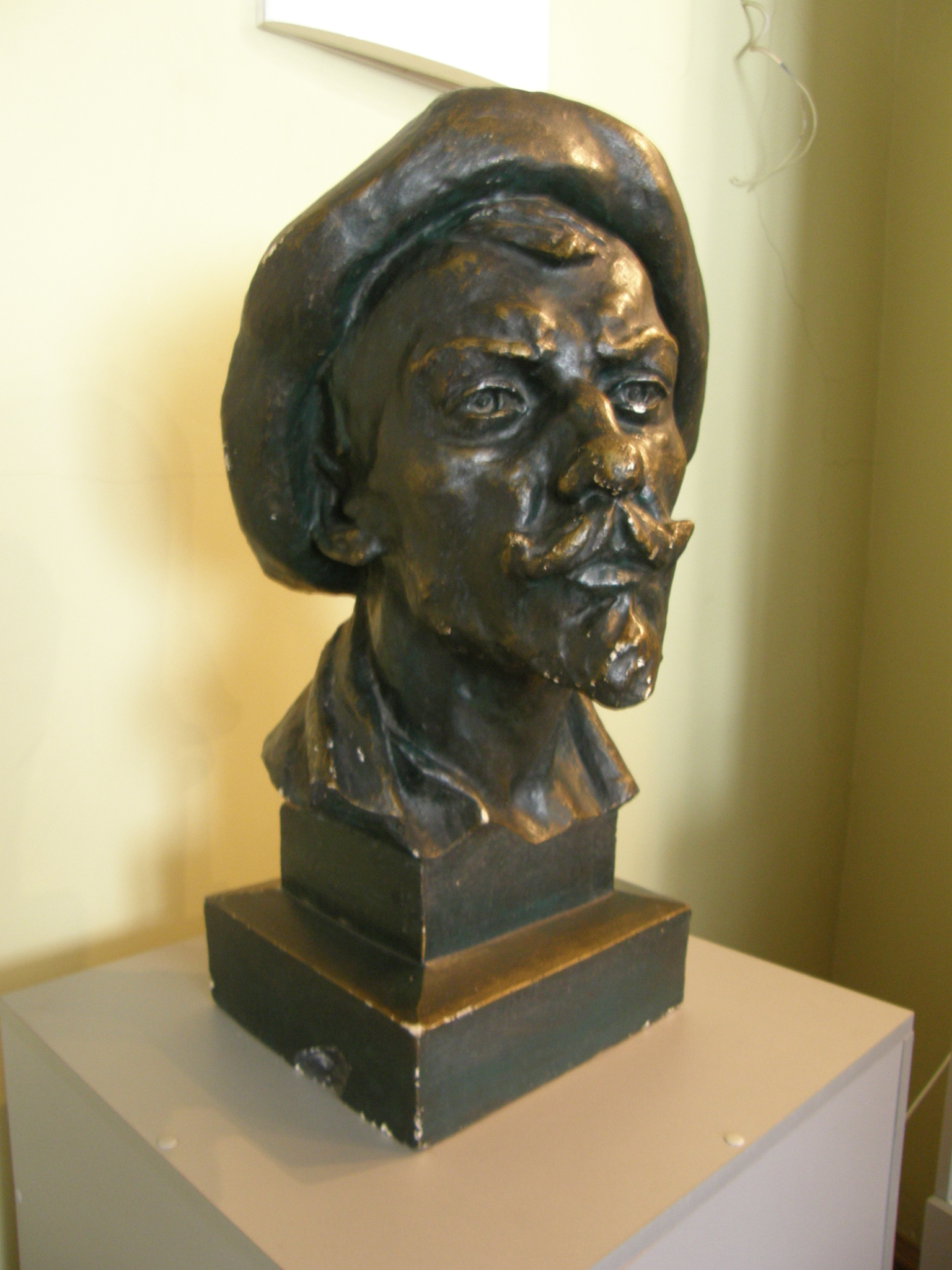
Бюст М. К. Курако в музее истории Донецкого металлургического завода

Кузнецкий металлургический комбинат, проектирование которого начинал М. К. Курако, был построен в 1929—1936 годах под руководством его ученика и соратника — академика И. П. Бардина. Сталь первого прокатанного на заводе рельса пошла на могильный памятник Курако.

## Научная деятельность
- Сконструировал и построил на одной из печей Краматорского завода первый в России механический скиповой подъёмник для загрузки шихты;
- Разработал оригинальную конструкцию горна, которая и поныне применяется на доменных печах;
- Усовершенствовал фурменный прибор для подачи дутья;
- Ввёл 4 стандартные марки фасонного огнеупорного кирпича, что позволило вдвое сократить продолжительность капитальных ремонтов печей.

### Публикации
Курако М. План доменного цеха. — Енакиево, 1921..

## Память
- Именем Курако назван один из центральных проспектов Новокузнецка; на доме № 12 помещена мемориальная табличка[8].

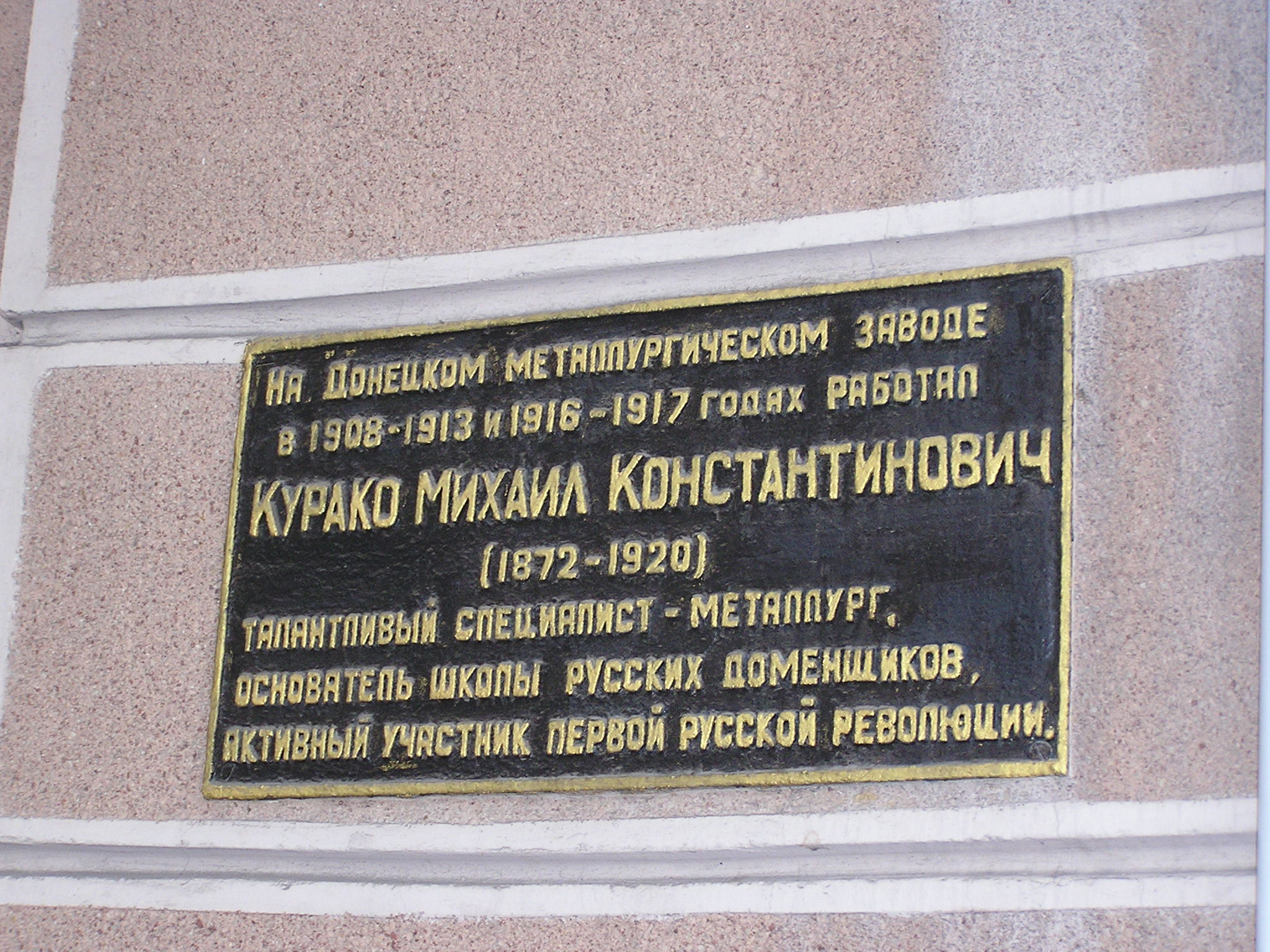
Мемориальная доска на Доме техники Донецкого металлургического завода

- Памятник М. К. Курако установлен перед доменным цехом Енакиевского металлургического завода[9].
- В пос. Краснополье (Могилёвская область, Белоруссия), близ которого родился М. К. Курако, установлен обелиск с памятной доской[10].
- В 1966 году Гурьевскому металлургическому заводу (Кемеровская область) присвоено имя М. К. Курако[11].
- Мемориальная доска в честь металлурга-конструктора доменных печей М. К. Курако установлена в Могилёве (улица Курако, 8)[12].
- Мемориальная доска размещена на Доме техники Донецкого металлургического завода.
- Мемориальная табличка в Краматорске на доме, где жил М. К. Курако, в период его работы на Краматорском металлургическом заводе.
- В честь Курако названы улицы в Донецке, Енакиево, Краматорске, Магнитогорске, Мариуполье, Могилёве, переулок в Липецке.
- В 1962 году к 90-летию со дня рождения М. К. Курако в Донецке был выпущен почтовый конверт с его портретом и 23 сентября проводилось гашение почтовой корреспонденции специальным памятным штемпелем.
- В 1961 году сухогруз Черноморского морского пароходства получил имя «Металлург Курако»[13].

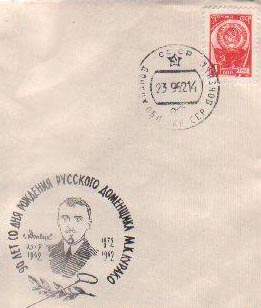
Памятное почтовое гашение в Донецке в день 90-летия со дня рождения

- Пантеон-могила М. К. Курако в Новокузнецке (Центральный район, Верхняя Колония, Сад металлургов, Пантеон кузнецких металлургов) с 1960 года является объектом культурного наследия (памятником истории) федерального значения (Приложение № 1 к Постановлению Совета Министров РСФСР от 30.08.1960 г. № 1327)[14][15][16].

### Отображение в литературе
О деятельности М. К. Курако рассказано в повестях А. А. Бека «Курако» (1935, журнал «Знамя», № 5) и «События одной ночи» (1936, журнал «Знамя»).
Биографическая книга И. Александрова (псевдоним А. А. Бека) и Г. Григорьева «Курако» вышла в серии ЖЗЛ в 1939 г. (переиздана в 1958 г.).
В 1930-е годы А. А. Бек писал в журнале «Сибирские огни», что хотя М. К. Курако умер в Кузбассе в 1920 году, именно по его проекту в 1930-е годы был построен в Кузбассе металлургический комбинат, который сыграл значительную роль в судьбе страны. К тому времени роль Курако была предана забвению и по сути А. А. Бек вернул его имя в историю русской науки и техники.
Осенью 1950 года поэт Василий Фёдоров побывал в Сталинске на КМК. Написал очерк "Кузнецкие сталевары", упомянув М.К.Курако.
Посвятил ему своё стихотворение "Пересохли жаркие ручьи..."